# 趙泰
趙泰（？—？），字熙和，山西潞州潞城縣人，明朝政治人物。
永樂二十一年（1423年）癸卯科山西鄉試舉人，二十二年（1424年）甲辰科會試中副榜。入國子監，歷事都察院，後授常州府同知，參與孟瀆、得勝河的浚河工程。周忱、況鍾提議減輕蘇州府重糧時，趙泰亦提出常州官田租的問題，請求一併減輕。之後升為工部郎中，堵塞東昌決河。之後由周忱舉薦，協同治理運河。後因病逝世。